# Maja Rakočević Cvijanov
Maja Rakočević Cvijanov (Bijelo Polje, 1975.) je kiparica iz Subotice.

## Životopis
Rodila se u Bijelom Polju. Osnovnu i srednju školu pohađala je u Subotici. U Beogradu je pohađala Višu školu likovnih i primijenjenih umjetnosti na kojoj je diplomirala 1996. godine. Umjetničko obrazovanje nastavila je u Beogradu gdje je 2001. godine diplomirala kiparstvo na fakultetu likovnih umjetnosti klasi profesora Slavoljuba Caje Radojčića. Na istom fakultetu je magistrirala.
Radi u Subotici o 2008. godine. Radi kao kiparica restauratorica tamošnjeg Međuopćinskog zavoda za zaštitu spomenika kulture.

## Izložbe
Izlagala je u Modernoj galeriji Likovni susret (izložba Porodične kompozicije). u Bash kući je izložila kiparski koncept nekih prijašnjih kultura, prigodom Noći muzeja.
Sudjelovala je na 30. kolovoza 2002. u beogradskom Muzeju 25. maj.(Performans Doručak na travi) na otvorenju izložbe i međunarodne radionice Real Presence – Genaracija 2002 i Flashback Gasthof.
Među njene poznatije skulpture spadaju:
- spomenik tragično stradalom planinaru Drenu Mandiću (1976. – 2008.) tragično stradalom pri pokušaju osvajanja vrha K2. Nalazi se u parku Dudovoj šumi[3]
- Risaru za 100 godina Dužijance, u parku ispred Gradske kuće. Kip je kosac u prirodnoj veličini i u autentičnom risarskom zamahu tijekom košnje žita, izrađen tako da se ne ističe u odnosu na prolaznike i promatrače. Inicijativu da se podigne ovaj spomenik dao je Lazo Vojnić Hajduk, a financijski su podizanje pomogli Lokalna samouprava Grada Subotice i Pokrajinsko tajništvo za kulturu.[4]
- skulptura vodovodara koja se nalazi u pješakom dijelu ulice Dimitrija Tucovića (u «Borovo» ulici), koje je gradu darovalo Javno komunalno poduzeće Vodovod i kanalizacija. Skulptura predstavlja vodovodara kako izlazi iz šahta, a u spomen je svim neimenovanim radnicima koji se desetljećima brinu o gradu.[5]

Dobila je nagradu dr Ferenc Bodrogvári, koju je dobila 2012. godine, na prijedlog Moderne galerije Likovni susret.

## Vanjske poveznice
- (srpski) Subotica.com Otkriven spomenik alpinistu Drenu Mandiću (fotografije)